# 李行之
李行之（？—？），字义通，小字师子，陇西郡狄道县（今甘肃省定西市临洮县）人，出自陇西李氏姑臧房，北齐、北周、隋朝时期的官员。

## 生平
李行之和兄弟们都有才具与名望，他简约沉静，善于保持家门相传的学业，博学广记指前代圣贤的言行，而不以文学自我扬名。李行之在北齐出仕为官，历任都水使者、齐郡太守，兼青州长史，任城王高湝敬畏李行之，青州百姓称他是李御史。北齐被北周灭亡后，李行之任冬官府司寺下大夫，隋朝开皇初年，被封为固始县男，任命为唐州下溠郡太守，李行之称病没有前往，不久便去世。李行之与兄弟们深切友爱，风采素养平易坦率，为士大夫中的朋友所称道。李行之二舅的儿子范阳卢思道十分喜爱他，曾赠诗说：“水衡称逸人，潘、杨有世亲，形骸预冠盖，心思出嚣尘。”卢思道以西晋荥阳潘氏和荥阳杨氏世代通婚自比范阳卢氏和陇西李氏的世亲，又说李行之是遁世隐居的人，形体安于官职，心思出离纷扰的尘世，当时的人都认为卢思道的诗是符合实际的记载。李行之生病后，尊卑长幼都为他请医生看病，李行之说：“遵循常道等待寿终，是士大夫的道。贫穷就是更加富裕，怎么知道死不如生呢？”一律全部谢绝了求医。临终前，李行之要求家人举办节俭的丧事，口授墓志以记录自己的志向，说：“陇西李行之，在某年某月于某地去世。年龄将近七十二，做官经历四个朝代，道义和谐清静无为，对事情不置可否。虽然大德之人风操高尚，却有偏于前人的建树；为人处世，无愧于平素的心愿。认为元气变化则生，生息化育称之为死，大概是生者有物体之用，死者是人的终结，在其中有什么忧患喜悦呢!于是为之铭记说：人生犹如暂时寄寓世间，把死看作如同归家。模糊不清的死亡前夜，什么是对什么是错。”说完后，李行之就去世了。有二子李夷道、李玄道。

## 家族

### 父母
- 李瑾，北魏龙骧将军、通直散骑侍郎
- 范阳卢氏，北魏秘书监、固安懿伯卢渊之女[3]

### 兄弟姐妹
- 李产之，北齐北豫州司马
- 李倩之，北齐轻车将军、尚书考功郎中
- 李寿之，北齐梁州中从事
- 李礼之，北齐司徒骑兵参军
- 李凝之，北齐光州中从事
- 李氏，嫁北齐仪同三司、金紫光禄大夫、须昌县公司马膺之